# Leucocelis rhodesiana
Leucocelis rhodesiana är en skalbaggsart som beskrevs av Moser 1913. Leucocelis rhodesiana ingår i släktet Leucocelis och familjen Cetoniidae. Inga underarter finns listade i Catalogue of Life.